# Weißeck
Weißeck (2711 m n. m.) je nejvyšší horou v Radstadtských Taurách (součást Nízkých Taur) v rakouské spolkové zemi Salcbursko. Nachází se asi 9 km západně od vesnice Zederhaus a zhruba 20 km západoseverozápadně od města Bad Gastein. 
Na vrchol lze vystoupit po značené turistické trase č. 740 ze sedla Riedingscharte (2274 m n. m.), které je dostupné z jižní strany od chaty Sticklerhütte (1750 m n. m.) v údolí horního toku řeky Mury, nebo od chaty Königalm (1667 m n. m.) na severozápadě v údolí Riedingtal. V zimních podmínkách na sněhu lze na vrchol vystoupit také od východu z lokality Wald, přes Höllgraben, Gspandlalm a dolinu In der Hölle.